# Tadashima Akiyama
Tadashima Akiyama, auch Akiyama von Tajima (japanisch 但馬国秋山 Tajima-no-kuni Akiyama) genannt, war ein japanischer Samurai der Azuchi-Momoyama-Zeit, der aus der Provinz Tajima stammte.  Eine eher unbekannte Figur, an die man sich vor allem wegen seiner Niederlage gegen den jungen Miyamoto Musashi erinnert, der sich zu dieser Zeit in seinem sechzehnten Lebensjahr befand. Es wird angenommen, dass Akiyama Musashi herausgefordert hat.
Musashi schrieb in seinem Buch der fünf Ringe: „Mit Sechzehn überwand ich einen Kämpfer von gewaltiger Kraft namens Tadashima Akiyama.“ (Musashi: Buch der fünf Ringe,Econ Verlag, 1993, S. 51–52). 